# Travis Etienne
(en) Statistiques sur pro-football-reference
Travis Etienne Jr. (né le 26 janvier 1999) est un running back de football américain qui joue pour les Jaguars de Jacksonville de la National Football League (NFL). Il a joué au football américain universitaire à l'université Clemson et est sélectionné par les Jaguars au premier tour de la draft NFL de 2021.